# Википедија на велшком језику
Википедија на велшком језику (вел. Wicipedia Cymraeg) је верзија Википедије на велшком језику, слободне енциклопедије, која данас има 282.101 чланака и заузима на листи Википедија 59. место.